# Akutan (Alaska)
Akutan is een plaats (city) in de Amerikaanse staat Alaska, en valt bestuurlijk gezien onder Aleutians East Borough.

## Demografie
Bij de volkstelling in 2000 werd het aantal inwoners vastgesteld op 713.
In 2006 is het aantal inwoners door het United States Census Bureau geschat op 767, een stijging van 54 (7,6%).

## Geografie
Volgens het United States Census Bureau beslaat de plaats een oppervlakte van
48,9 km², waarvan 36,3 km² land en 12,6 km² water.

## Plaatsen in de nabije omgeving
De onderstaande figuur toont nabijgelegen plaatsen in een straal van 176 km rond Akutan.